# Daniel Behle
Daniel Behle (* 1974 in Hamburg) ist ein deutscher Opernsänger (Tenor) und Komponist.

## Leben
An der Musikhochschule Hamburg studierte Behle zunächst Schulmusik, Posaune und Komposition. Im Alter von 22 Jahren nahm er Gesangsunterricht bei seiner Mutter, der dramatischen Sopranistin Renate Behle. Nach Abschluss des Posaunenstudiums studierte er fünf Semester bei dem amerikanischen Tenor James Wagner. 2003 wechselte Daniel Behle in die Gesangsklasse seiner Mutter. 2004 schloss er das Kompositionsstudium bei Peter Michael Hamel und das Gesangsstudium mit einstimmiger Auszeichnung ab.
In der Spielzeit 2002/03 sang er an den Städtischen Bühnen Münster den Pedrillo in einer Neuinszenierung von Die Entführung aus dem Serail. Sein erstes Festengagement hatte er am Staatstheater Oldenburg, wo er u. a. in der Spielzeit 2003/04 den Rinuccio in einer Neuinszenierung des Trittico von Giacomo Puccini sang. Nach zwei Jahren wechselte er zur Spielzeit 2005/06 an die Volksoper Wien. Seit der Saison 2007/08 war er drei Spielzeiten an der Oper Frankfurt unter Vertrag. Seit der Saison 2010/11 ist er freischaffend tätig.
Mit den Pianisten Sveinung Bjelland und Oliver Schnyder gab er Liederabende an wichtigen Festivals in Europa und veröffentlichte bis 2016 neun Soloalben. 2017 gab er sein Debüt bei den Bayreuther Festspielen, wo er in Barrie Koskys Neuproduktion von Die Meistersinger von Nürnberg die Partie des David übernahm. 2019 sang er in Bayreuth den Walther von der Vogelweide im Tannhäuser.
Behle sang unter anderem an der Staatsoper Wien, am Royal Opera House Covent Garden in London, an der Staatsoper Berlin, der Bayerischen Staatsoper München, der Semperoper Dresden, der Hamburgischen Staatsoper, der Königlichen Oper Stockholm, der Pariser Oper und im Grand Théâtre de Genève. Er sang Mozarts Konzertarien mit dem Kammerorchester des Bayerischen Rundfunks und die Winterreise in der Orchesterfassung von Hans Zender sowie 2025 Das Lied von der Erde in den Abonnementkonzerten der Wiener Philharmoniker.
Als Sänger veröffentlichte Behle eine Reihe von CDs, u. a. bei den Labels Sony Classical und Capriccio. Seine erste CD mit Liedern von Franz Schubert, Ludwig van Beethoven, Edvard Grieg, Benjamin Britten und Manfred Trojahn wurde von der Metropolitan Opera unter die 15 besten Neuerscheinungen des Jahres 2009 gewählt. Im Jahre 2020 erhielt er den Opus-Klassik-Preis „Sänger des Jahres“ für seine CD MoZart.
Behle gastierte mit dem Gürzenich-Orchester Köln, den Berliner Philharmonikern, dem WDR Rundfunkorchester Köln, dem Concertgebouw-Orchester Amsterdam, mit den Symphonikern Hamburg, dem Beethoven Orchester Bonn, beim Kissinger Sommer, bei der Capella Augustina in Brühl (Rheinland) und mit der Internationalen Bachakademie Stuttgart. Dirigenten waren u. a. Jens Georg Bachmann, Frans Brüggen, James Gaffigan, Kirill Petrenko, Andreas Spering, Christoph Spering, Markus Stenz, Jeffrey Tate, Christian Thielemann und Sebastian Weigle.
Behle hat sich mit Werken unterschiedlicher Genres ebenso als Komponist hervorgetan. Seine abendfüllende Operette Hopfen und Malz wurde im Januar 2023 am erzgebirgischen Eduard-von-Winterstein-Theater (Erzgebirgische Theater & Orchester GmbH) unter der Leitung von Jens Georg Bachmann und in der Regie von Jasmin Solfaghari uraufgeführt.
Daniel Behle lebt mit seiner Familie in Basel.

## Kompositionen
- Albern Werk für Blechbläserquintett (1994)[25]
- Mohnfeld für gemischten Chor nach einem Gedicht von Manfred Mühlbauer (1998)
- 7 für Tenorposaune (1999)[25]
- Dämmerung für 8 Posaunen (2000)[25]
- Drei kleine Charakterstücke für 3 Posaunen (2001)[25]
- Ein Tubaquartett (2002)[25]
- Suite für Streichquartett (2003)
- Die Strandgeher, Kammeroper in drei Teilen für Sänger und Sprecher (2004)
- Irrwege für symphonisches Blasorchester mit obligatem Tubaquartett (2006)
- Tubaquartett '07 (2007)[25]
- Liederzyklus Der Flug des Reihers (2008)
- Wiesn für Blechbläserquintett (2009),[25] umgearbeitet zu Klabautermann (2015)
- Winterreise in Trio – (2013)[26][27]
- Ringelnatzzyklus – 5 Gedichte (2013)[28]
- Hopfen und Malz – Operette (UA 2023)[29][30]

## Opern, Operetten, Requiems und Oratorien
- Camille de Rosillon in Die lustige Witwe an der Mailänder Scala  (2008)
- Weihnachtsoratorium (Bach) mit der Sächsischen Staatskapelle unter Christian Thielemann
- Requiem (Mozart) mit der Sächsischen Staatskapelle unter Christian Thielemann,
- Tamino in Die Zauberflöte, Aix-en-Provence (René Jacobs)
- Vinci: Artaserse
- Requiem (Dvořák)
- Messiah
- Steffani: Stabat mater
- Die Schöpfung
- Rinaldo in Joseph Haydns Armida, Brühler Schlosskonzerte
- Petite Messe solennelle
- Titus in La clemenza di Tito
- Leukippos in Daphne
- Elias (Mendelssohn)
- Königskinder, Frankfurt
- Idomeneo, Frankfurt
- Belmonte in Die Entführung aus dem Serail in Zürich, Wien und Berlin
- Don Ottavio in Don Giovanni
- Symon in Der Bettelstudent
- Alfred in Die Fledermaus
- Rinuccio in Gianni Schicchi
- Nemorino in L’elisir d’amore

## Einspielungen
- Lieder (Phönix Classics, 2009)
- Die Zauberflöte (harmonia mundi, 2010)
- Die schöne Müllerin (Capriccio, 2010)
- Dichterliebe (Capriccio, 2011)
- Richard Strauss Lieder (Capriccio, 2012)
- Generation (Capriccio, 2012)
- Bach (Sony, 2013)
- Humperdinck – Königskinder (Oehms Classics, 2013)
- Brahms – Die schöne Magelone 2CDs (Capriccio, 2014)
- Gluck Arias (Decca, 2014)
- Winterreisen – Version mit Klaviertrio und Original (Sony Classical, 2014)
- Mein Hamburg (Berlin Classics, 2016)[31]
- Schubert Arias (Deutsche Harmonia Mundi, 2017)
- Richard Richard Wagner & Richard Strauss (Prospero-Classical, 2023)

## Preise und Ehrungen
- Bundeswettbewerb Gesang Berlin
- Wettbewerb der Elise Meyer-Stiftung, Hamburg
- Robert Stolz-Gesangswettbewerb, Hamburg
- Musikwettbewerb Sonja von Norwegen (2005)
- Troldhaugen Grieg-Preis
- Opus Klassik, Kategorie Sänger des Jahres, für MoZart (2020)